# Gran Premio motociclistico di Svizzera 1954
Il Gran Premio motociclistico di Svizzera fu il settimo appuntamento del motomondiale 1954.
Si svolse il 21 e 22 agosto 1954 sul circuito di Bremgarten a Berna, in concomitanza con il GP di Formula 1. In programma le gare delle classi 250, 350, 500 e sidecar (la 250 si svolse il 21, le restanti gare il 22).
Quarta vittoria consecutiva per Geoff Duke in 500, che ottenne matematicamente il titolo di Campione del Mondo.
Fergus Anderson vinse la gara della 350 davanti al compagno di Marca Ken Kavanagh.
La gara della 250 fu nuovamente dominata dalle NSU, che occuparono per intero il podio. Caduto al primo giro (senza conseguenze) e ritirato Werner Haas.
Nei sidecar, il rientrante Eric Oliver terminò solo al quinto posto la gara vinta da Wilhelm Noll.

## Classe 500
23 piloti alla partenza, 11 al traguardo.

### Arrivati al traguardo
| Pos. | Pilota             | Moto      | Tempo        | Punti |
| ---- | ------------------ | --------- | ------------ | ----- |
| 1    | Geoff Duke         | Gilera    | 1h 21' 04" 6 | 8     |
| 2    | Ray Amm            | Norton    | +3" 7        | 6     |
| 3    | Reg Armstrong      | Gilera    | +58" 5       | 4     |
| 4    | Jack Brett         | Norton    | +1' 18" 3    | 3     |
| 5    | Rod Coleman        | AJS       | +2' 48" 3    | 2     |
| 6    | Derek Farrant      | AJS       | +1 giro      | 1     |
| 7    | Pierre Monneret    | Gilera    | +1 giro      |       |
| 8    | Leo-Trevor Simpson | Matchless | +1 giro      |       |
| 9    | Luigi Taveri       | Norton    | +2 giri      |       |
| 10   | Hans Bartl         | BMW       | +3 giri      |       |
| 11   | Florian Camathias  | Norton    | +8 giri      |       |

### Ritirati
| Pilota             | Moto       | Motivo ritiro    |
| ------------------ | ---------- | ---------------- |
| Ken Kavanagh       | Moto Guzzi |                  |
| Otello Spadoni     | Gilera     |                  |
| Philip Heath       | Norton     |                  |
| Helmut Volzwinkler | Matchless  |                  |
| Fergus Anderson    | Moto Guzzi | guasto al motore |
| René Del Torchio   | Matchless  |                  |
| Roy Godwin         | Norton     |                  |
| Georg Braun        | Horex      |                  |
| Firmin Dauwe       | Norton     |                  |
| Arthur Fenn        | Norton     |                  |
| Bob McIntyre       | AJS        |                  |
| John Storr         | Norton     |                  |

## Classe 350
28 piloti alla partenza, 17 al traguardo.

### Arrivati al traguardo
| Pos. | Pilota             | Moto       | Tempo        | Punti |
| ---- | ------------------ | ---------- | ------------ | ----- |
| 1    | Fergus Anderson    | Moto Guzzi | 1h 04' 54" 9 | 8     |
| 2    | Ken Kavanagh       | Moto Guzzi | +0" 3        | 6     |
| 3    | Ray Amm            | Norton     | +39" 2       | 4     |
| 4    | Jack Brett         | Norton     | +1' 33" 4    | 3     |
| 5    | Rod Coleman        | AJS        | +2' 00" 5    | 2     |
| 6    | Bob McIntyre       | AJS        | +2' 22" 3    | 1     |
| 7    | Enrico Lorenzetti  | Moto Guzzi | +2' 30" 8    |       |
| 8    | Derek Farrant      | AJS        | +2' 46"      |       |
| 9    | Alano Montanari    | Moto Guzzi | +1 giro      |       |
| 10   | Leo-Trevor Simpson | AJS        | +1 giro      |       |
| 11   | John Storr         | Norton     | +1 giro      |       |
| 12   | Helmut Volzwinkler | Velocette  | +2 giri      |       |
| 13   | Hans Haldemann     | Norton     | +2 giri      |       |
| 14   | Phil Heath         | AJS        | +2 giri      |       |
| 15   | Firmin Dauwe       | Norton     | +2 giri      |       |
| 16   | Werner Mazanec     | AJS        | +2 giri      |       |
| 17   | Haldinger          | Horex      | +4 giri      |       |

## Classe 250
20 piloti alla partenza, 14 al traguardo.

### Arrivati al traguardo
| Pos | Pilota              | Moto       | Tempo        | Punti |
| --- | ------------------- | ---------- | ------------ | ----- |
| 1   | Rupert Hollaus      | NSU        | 1h 01' 56" 7 | 8     |
| 2   | Georg Braun         | NSU        | + 3' 25" 1   | 6     |
| 3   | Hermann Paul Müller | NSU        | + 1 giro     | 4     |
| 4   | Luigi Taveri        | Moto Guzzi | + 1 giro     | 3     |
| 5   | Roberto Colombo     | Moto Guzzi | + 1 giro     | 2     |
| 6   | Walter Vogel        | Adler      | + 1 giro     | 1     |
| 7   | Florian Camathias   | Moto Guzzi | + 1 giro     |       |
| 8   | Kurt Knopf          | NSU        | + 2 giri     |       |
| 9   | Tommy Wood          | Moto Guzzi | + 2 giri     |       |
| 10  | René Schumacher     | Moto Guzzi | + 2 giri     |       |

## Classe sidecar
23 equipaggi alla partenza, 19 al traguardo.

### Arrivati al traguardo
| Pos | Pilota           | Passeggero     | Moto   | Tempo     | Punti |
| --- | ---------------- | -------------- | ------ | --------- | ----- |
| 1   | Wilhelm Noll     | Fritz Cron     | BMW    | 53' 43" 1 | 8     |
| 2   | Cyril Smith      | Stanley Dibben | Norton | +27" 7    | 6     |
| 3   | Willi Faust      | Karl Remmert   | BMW    | +40" 7    | 4     |
| 4   | Walter Schneider | Hans Strauß    | BMW    | +1' 53" 4 | 3     |
| 5   | Eric Oliver      | Les Nutt       | Norton | +1' 59"   | 2     |
| 6   | Hans Haldemann   | Luigi Taveri   | Norton | +2' 26" 5 | 1     |
| 7   | Bob Mitchell     | Max George     | Norton | +2' 26" 6 |       |
| 8   | René Bétemps     | André Drivet   | Norton | +1 giro   |       |
| 9   | Edgar Strub      | J. von Arx     | Norton | +1 giro   |       |
| 10  | Ferdinand Aubert | n.d.           | Norton | +1 giro   |       |
| 11  | Hans Stärkle     | n.d.           | Norton | +1 giro   |       |
| 12  | Jakob Keller     | n.d.           | Norton | +1 giro   |       |

### Ritirati
| Pilota           | Passeggero       | Moto | Motivo ritiro      |
| ---------------- | ---------------- | ---- | ------------------ |
| Fritz Hillebrand | Manfred Grunwald | BMW  | rottura del cambio |

## Fonti e bibliografia
- Maglioli guida la nuova Ferrari nel duello con le Mercedes a Berna, in La Nuova Stampa, 22 agosto 1954,  p. 4. URL consultato il 15 febbraio 2022.
- Mario Ciriachi, Fulgidi allori per Gilera e Guzzi a Berna, in Corriere dello Sport, 23 agosto 1954,  pp. 1-3. URL consultato il 15 febbraio 2022.
- (DE) Grand Prix 1954 für Automobile und Motorräder in Bern, in Der Bund, 23 agosto 1954,  pp. 5-7. URL consultato il 19 gennaio 2022.
- Risultati della 500 su autosport.com, su autosport.com.
- Werner Haefliger, Motogp Results, 1949-2010 Guide, 2011.